# Mussaenda acuminata
Mussaenda acuminata är en måreväxtart som beskrevs av Carl Ludwig von Blume. Mussaenda acuminata ingår i släktet Mussaenda och familjen måreväxter. Inga underarter finns listade i Catalogue of Life.